# Pascal Kuiper
Pascal Kuiper (Papendrecht, 17 maart 2004) is een Nederlands voetballer die als doelman voor Excelsior Rotterdam speelt.

## Carrière
Pascal Kuiper speelde in de jeugd van Vv Drechtstreek en Excelsior Rotterdam, waar hij in 2020 een contract tot medio 2023 tekende. Hij debuteerde in het eerste elftal van Excelsior op 10 september 2021, in de met 3-1 gewonnen thuiswedstrijd tegen FC Dordrecht. Hij kwam in de 40e minuut in het veld voor de geblesseerd geraakte eerste doelman Stijn van Gassel.

## Clubstatistieken
| Seizoen                    | Club                | Competitie     | Competitie | Competitie | Beker | Beker | Totaal | Totaal |
| Seizoen                    | Club                | Competitie     | Wed.       | Dlp.       | Wed.  | Dlp.  | Wed.   | Dlp.   |
| -------------------------- | ------------------- | -------------- | ---------- | ---------- | ----- | ----- | ------ | ------ |
| 2020/21                    | Excelsior Rotterdam | Eerste divisie | 0          | 0          | 0     | 0     | 0      | 0      |
| 2021/22                    | Excelsior Rotterdam | Eerste divisie | 2          | 0          | 0     | 0     | 2      | 0      |
| 2022/23                    | Excelsior Rotterdam | Eredivisie     | 0          | 0          | 0     | 0     | 0      | 0      |
| 2023/24                    | Excelsior Rotterdam | Eredivisie     | 0          | 0          | 0     | 0     | 0      | 0      |
| 2024/25                    | Excelsior Rotterdam | Eerste divisie | 3          | 0          | 1     | 0     | 4      | 0      |
| Carrièretotaal             | Carrièretotaal      | Carrièretotaal | 5          | 0          | 1     | 0     | 6      | 0      |
| Bijgewerkt op 9 april 2025 |                     |                |            |            |       |       |        |        |